# Havāy
Havāy (persiska: هوا, Havā, Hovāy, هوای) är en ort i Iran.   Den ligger i provinsen Östazarbaijan, i den nordvästra delen av landet, 500 km nordväst om huvudstaden Teheran. Havāy ligger 822 meter över havet och antalet invånare är 743.
Terrängen runt Havāy är lite bergig. Runt Havāy är det ganska tätbefolkat, med 58 invånare per kvadratkilometer. Närmaste större samhälle är Hūrānd, 9,2 km sydväst om Havāy. Trakten runt Havāy består i huvudsak av gräsmarker.